# National Geographic
Ne doit pas être confondu avec National Geographic (chaîne de télévision).
National Geographic (auparavant The National Geographic Magazine) est un magazine mensuel publié par National Geographic Partners. Le premier numéro américain a été publié en 1888. 
Immédiatement identifiable grâce au cadre jaune de sa couverture, ses thématiques sont la géographie, les sciences, l’histoire, la culture, la photographie, la vie animale, la protection des espèces menacées ou encore l’archéologie. Des cartes en supplément accompagnent parfois certains numéros. Occasionnellement, des hors-séries sont publiés. National Geographic est décliné dans trente-trois éditions étrangères, qui touchent chaque mois plus de quarante millions de lecteurs.
L’édition américaine du magazine a été éditée par l'association National Geographic Society jusqu'en 2015, date à laquelle il a été transféré à National Geographic Partners, structure commerciale détenue à 73 % par 21st Century Fox (aujourd'hui The Walt Disney Company) et à 27 % par la National Geographic Society. En 2007, 2008 et 2010, elle a remporté le prix d’excellence de l’American Society of Magazine Editors, et en 2013, le Prix du meilleur magazine au Pictures of the Year International (POYi).
L’édition française du National Geographic existe depuis 1999 ; elle est publiée par le groupe de presse Prisma Media. Son rédacteur en chef est Frédéric Vallois et la rédactrice en chef adjointe est Marie-Amélie Carpio.

## Histoire
Le premier numéro du National Geographic est publié en 1888, neuf mois après la création de la National Geographic Society. Dès 1905, le magazine intègre la photographie : une pleine page de photos prises au Tibet entre 1900 et 1901 par les deux explorateurs russes Gombojab Tsybikov et Ovshe Norzunov illustre le numéro de janvier. 
Durant la Seconde Guerre mondiale, Douglas Chandler (en), un collaborateur du National Geographic, s'exile en Allemagne, où il avait réalisé plusieurs reportages, et devient propagandiste pro-nazi. Le magazine rompt alors ses liens avec lui. Après guerre, il est incarcéré pour trahison par les États-Unis.
En juin 1985, le portrait en couverture de la petite fille afghane Sharbat Gula est devenu l’une des images les plus emblématiques du National Geographic.

## En France
Le premier numéro de National Geographic en français est publié en octobre 1999. L’édition française a été l’une des premières éditions étrangères à être lancées. Son tirage mensuel est d’environ 95 000 exemplaires, touchant plus de deux millions de lecteurs en France, ce qui en fait l’une des plus importantes en audience, après l’édition américaine.
Une partie du magazine est traduite de l’américain. La version française produit de nombreux reportages et six hors-séries par an. En 2016 la France a lancé National Geographic Traveler, le nouveau magazine de voyages (six numéros par an dont deux hors-séries). En 2019 un nouveau hors-série "Anthologie" dédié aux belles photos de la National Geographic Society a été lancé.
L’édition française a remporté plusieurs prix. Entre autres, le prix France Rails du meilleur lancement en 1999 ; le prix France Rails dans la catégorie « Tourisme » en 2003 et 2005 ; le prix SMPI en 2007 dans la catégorie Voyages et découvertes.

« Le plus beau, celui qui fait rêver. Des angles originaux, des sujets qui intriguent, une image superbe, toujours innovante, qui amène à la lecture de papiers particulièrement riches et denses. Le magazine de découverte et de connaissance par excellence. »

— L’avis du Jury
Des articles français ont été primés par la National Geographic Society à Washington. En 2010, « La traque du chytride commence », de Céline Lison, illustré par les photographies de Denis Palanque, a remporté le prix du meilleur article parmi toutes les éditions étrangères.
Entre 1999 et 2008, National Geographic en français a organisé un concours de géographie pour les moins de 16 ans (l’équivalent du National Geographic Bee aux États-Unis), afin de sélectionner les représentants français pour le championnat du monde de géographie.
En mai 2025, il est annoncé que Prisma Media qui détient la licence de marque (en) française de National Geographic va cesser la publication du mensuel National Geographic France en octobre 2025 et publier son dernier hors-série à l'automne 2025. Le site web et les réseaux sociaux de National Geographic France, administrés par Disney France, continueront d'exister.

## Photographie
Le magazine est reconnu pour la qualité de son édition et de ses photographies. Les travaux de certains des meilleurs photojournalistes du monde ont été publiés dans ses pages. Les premières photographies en couleurs sont apparues au début du XXe siècle dans le magazine, qui devient pionnier en la matière. En 1959, le magazine commence à publier de petites photographies en couverture, qui s’agrandissent par la suite. Depuis 2006, l’édition américaine organise un concours international de photographie, auquel dix-huit pays participent.

## Les différentes éditions
En 1995, National Geographic lance au Japon sa première édition étrangère. Trente-deux éditions différentes ont vu le jour depuis : allemand, arabe, bulgare, chinois traditionnel et simplifié, coréen, croate, danois, espagnol (Espagne), espagnol (Amérique du Sud), finnois, français, grecque, hébreu, hébreu orthodoxe, hongrois, indonésien, italien, japonais, lituanien, néerlandais, norvégien, polonais, portugais (Portugal), portugais (Brésil), roumain, russe, serbe, slovène, suédois, tchèque, thaïlandais et turc.
| Langue                          | Site internet                                                                                    | Rédacteur en chef                         | Premier numéro |
| ------------------------------- | ------------------------------------------------------------------------------------------------ | ----------------------------------------- | -------------- |
| Allemand                        | www.nationalgeographic.de                                                                        | Erwin Brunner                             | Octobre 1999   |
| Anglais                         | www.nationalgeographic.com/ngm                                                                   | Susan Goldberg (en)[Passage à actualiser] | Octobre 1888   |
| Arabe                           | www.ngalarabiya.com                                                                              | Mohammed Al-Hamady                        | 2010           |
| Bulgare                         | www.nationalgeographic.bg                                                                        | Krassimir Drumev                          | Novembre 2005  |
| Chinois                         | www.huaxia-ng.com                                                                                | Ye Nan                                    | Juillet 2007   |
| Chinois (Taiwan)                | « www.ngm.com.tw »(Archive.org • Wikiwix • Archive.is • Google • Que faire ?)                    | Roger Pan                                 | Janvier 2001   |
| Coréen (Corée du Sud)           | www.nationalgeographic.co.kr                                                                     | Kay Wang                                  | Janvier 2000   |
| Croate                          | www.nationalgeographic.com.hr                                                                    | Hrvoje Prćić                              | Novembre 2003  |
| Danois                          | www.nationalgeographic.dk                                                                        | Karen Gunn                                | Septembre 2000 |
| Espagnol (Amérique latine)      | www.ngenespanol.com                                                                              | Omar Lopez                                | Novembre 1997  |
| Espagnol (Espagne)              | www.nationalgeographic.com.es                                                                    | Josep Cabello                             | Octobre 1997   |
| Français (France/Belgique)      | www.nationalgeographic.fr                                                                        | Romy Roynard                              | Octobre 1999   |
| Finnois                         | www.nationalgeographic-suomi.com                                                                 | Karen Gunn                                | Janvier 2001   |
| Grec                            | www.nationalgeographic.gr                                                                        | Maria Atmatzidou                          | Octobre 1998   |
| Hongrois                        | www.geographic.hu                                                                                | Tamás Schlosser                           | Mars 2003      |
| Hebreu                          |                                                                                                  | Daphne Raz                                | Juin 1998      |
| Indonésien                      | www.nationalgeographic.co.id                                                                     | Tantyo Bangun                             | Mars 2005      |
| Italien                         | www.nationalgeographic.it                                                                        | Guglielmo Pepe                            | Février 1998   |
| Japonais                        | www.nationalgeographic.jp                                                                        | Hiroyuki Fujita                           | Avril 1995     |
| Lituanien                       | www.nationalgeographic.lt                                                                        | Frederikas Jansonas                       | Octobre 2009   |
| Néerlandais (Pays-Bas/Belgique) | www.nationalgeographic.nl                                                                        | Aart Aarsbergen                           | Octobre 2000   |
| Norvégien                       | www.nationalgeographic.no                                                                        | Karen Gunn                                | Septembre 2000 |
| Polonais                        | www.nationalgeographic.pl                                                                        | Martyna Wojciechowska                     | Octobre 1999   |
| Portugais (Brésil)              | nationalgeographic.abril.com.br                                                                  | Matthew Shirts                            | Mai 2000       |
| Portugais (Portugal)            | www.nationalgeographic.pt                                                                        | Gonçalo Pereira                           | Avril 2001     |
| Roumain                         | www.national-geographic.ro                                                                       | Cristian Lascu                            | Mai 2003       |
| Russe                           | www.national-geographic.ru                                                                       | Andrei Doubrovski                         | Octobre 2003   |
| Serbe                           | « www.nationalgeographic-srbija.com »(Archive.org • Wikiwix • Archive.is • Google • Que faire ?) | Igor Rill                                 | Novembre 2006  |
| Slovène                         | www.nationalgeographic.si                                                                        | Marija Javornik                           | Avril 2006     |
| Suédois                         | www.nationalgeographic.se                                                                        | Karen Gunn                                | Septembre 2000 |
| Tchèque                         | www.national-geographic.cz                                                                       | Tomáš Tureček                             | Octobre 2002   |
| Thaïlandais                     | www.ngthai.com                                                                                   | Kowit Phadungruangkij                     | Août 2001      |
| Turc                            | www.nationalgeographic.com.tr                                                                    | Nesibe Bat                                | Mai 2001       |